# Fodinoidea sanguinea
Fodinoidea sanguinea là một loài bướm đêm thuộc phân họ Arctiinae, họ Erebidae.